# Jean-Marc Reiser
Jean-Marc Reiser (Réhon, Meurthe y Mosela, 13 de abril de 1941 - París, 5 de noviembre de 1983) fue un historietista humorístico francés.

## Biografía
Reiser comenzó su carrera en 1959, en la publicación La Gazette de Nectar, para la vinería Nicolas. Sus obras siempre fueron controvertidas y atrajeron la atención del público: algunos las adoraban y otros las odiaban. En 2004, en una exhibición de sus obras en el Centre Pompidou, en la entrada se colocó un letrero con la advertencia: "¡Cuidado! Algunas de las obras en exhibición pueden herir los sentimientos de los visitantes".
En 1960, fundó la revista de historietas Hara-Kiri junto con Fred y François Cavanna. Reiser se destacó por atacar tabús de todo tipo. En 1970, el ministro del Interior francés prohibió Hara-Kiri por haberse burlado del recientemente fallecido Charles de Gaulle, por lo que Reiser comenzó a publicar sus caricaturas en la revista Charlie Hebdo y en muchas otras publicaciones. En 1978, ganó el Gran Premio de la Ciudad de Angulema.
El caricaturista alemán, Walter Moers, ha mencionado a Reiser como una de sus influencias.
Falleció el 5 de noviembre de 1983, de cáncer de huesos.

## Obras selectas
- Ils sont moches, éditions du square (1970)
- Mon Papa, éditions du square (1971)
- Je vous aime, Euréditions (1971)
- La vie au grand air, éditions du square (1972)
- La vie des bêtes
- On vit une époque formidable
- Vive les femmes
- Vive les vacances
- Phantasmes
- Les copines
- Gros Dégueulasse
- Fous d'amour

## Premios
- Premio Saint-Michel por La vie au grand air, 1974
- Gran Premio de la Ciudad de Angulema, Festival Internacional de la Historieta de Angulema, 1978[4]